# Slag bij Mollwitz

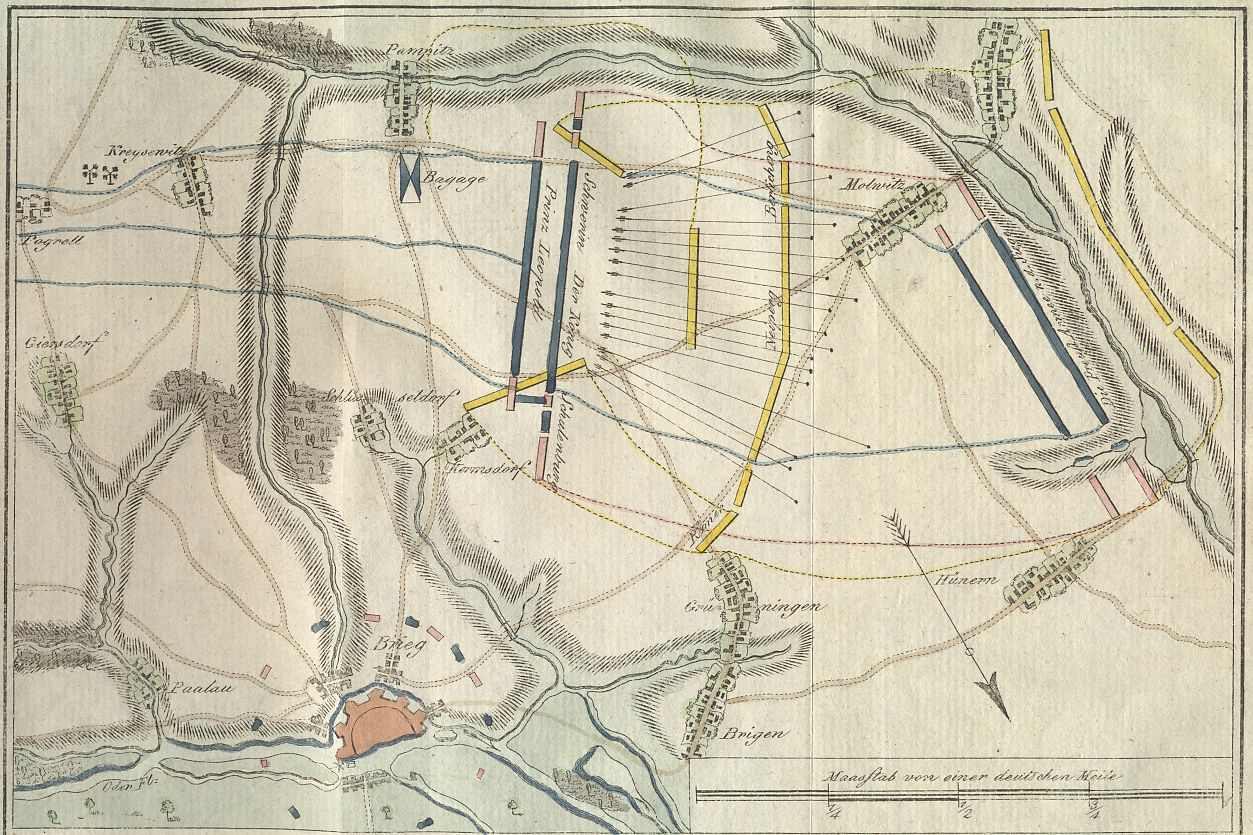
Kaart van de slag

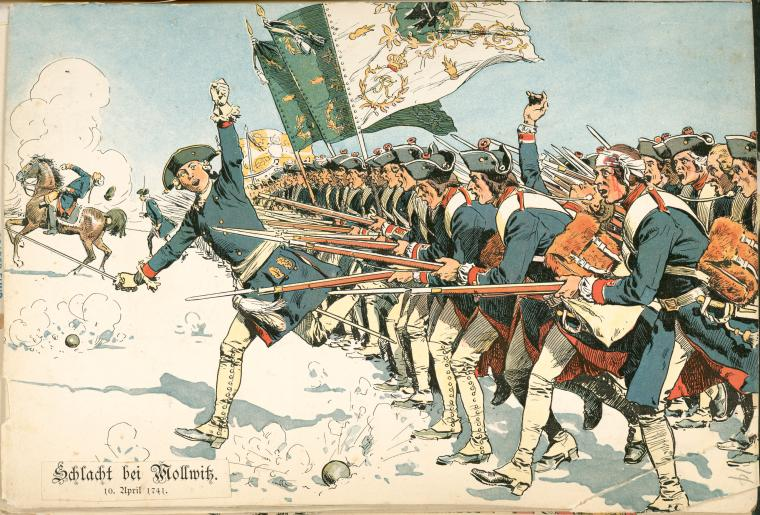
De beslissende Pruisische bajonetaanval

In de Slag bij Mollwitz, het tegenwoordige Małujowice in Polen, op 10 april 1741 versloeg het koninkrijk Pruisen, onder leiding van de destijds nog onervaren Frederik de Grote met zijn maarschalk Kurt Christoph von Schwerin, 23 400 man en 53 kanonnen, de Oostenrijkers onder bevel van Wilhelm Reinhard von Neipperg met 19 600 man en 19 kanonnen in de Eerste Silezische Oorlog.
De Oostenrijkers waren in maart 1741 Silezië binnengedrongen en vooraleer Frederik zijn verspreide troepen kon verzamelen hadden ze Brzeg ingenomen, zodat de verbinding tussen Breslau en Berlijn onderbroken was. Frederik was daarom gedwongen om aan te vallen.
De Pruisen vielen om 7:00 in een sneeuwstorm het Oostenrijkse kamp aan. Rond 10h00 rukten de Pruisen in vijf colonnes op naar Mollwitz.

Frederik leidde zelf de gevechten op de rechtervleugel en gaf zijn minister Heinrich Graf von Podewils instructie hem niet meer te gehoorzamen als hij zou gevangengenomen worden: 
Je ne suis roi que lorsque je suis libre - "Ik ben maar koning als ik vrij ben"
Om 13:30 opende de Pruisische artillerie het vuur. Om 14h00 besliste de Oostenrijkse veldmaarschalk Karl Joachim von Römer om met 4500 ruiters rond het schietbereik van de Pruisische kanonnen te rijden en de Pruisische rechtervleugel onder bevel van Friedrich Graf von der Schulenburg aan te vallen. De Pruisen weken terug, de Pruisische cavalerie vluchtte en Frederik beval een tegenaanval van zijn 11e regiment kurassiers.
De Pruisische grenadiers uit Winterfeld en Bolstern konden de Oostenrijkse cavalerie stuiten en Karl Joachim von Römer doden. Ondertussen nam de Oostenrijkse artillerie de Pruisische rechtervleugel onder vuur.
Frederik vluchtte naar Opole, maar toen dat bezet bleek, reed hij rond middernacht terug naar Mollwitz. Bij Löwen kreeg hij bericht dat de slag gewonnen was. De Pruisische infanterie had de Oostenrijkers verslagen met een bajonetaanval.
1740-'42: Eerste Silezische Oorlog ·
1740-'48: Oorlog van koning George ·
1741: Slag bij Mollwitz ·
1742: Slag bij Chotusitz ·
1743: Slag bij Dettingen ·
1744: Zeeslag bij Toulon ·
1744-'45: Tweede Silezische Oorlog ·
1744-'48: Eerste Karnataka Oorlog ·
1745: Slag bij Pfaffenhofen ·
1745: Slag bij Fontenoy ·
1745: Slag bij Hohenfriedeberg ·
1745: Slag bij Soor ·
1745: Slag bij Hennersdorf ·
1745: Slag bij Kesselsdorf ·
1746: Beleg van Brussel ·
1746: Slag bij Culloden ·
1746: Slag bij Piacenza ·
1746: Slag bij Rocourt ·
1747: Eerste zeeslag van Kaap Finisterre ·
1747: Slag bij Lafelt ·
1747: Beleg van Venlo ·
1747: Beleg van Bergen op Zoom ·
1747: Aanval op Steenbergen ·
1747: Tweede zeeslag van Kaap Finisterre ·
1748: Beleg van Maastricht ·
1748: Vrede van Aken